# Bruno Beudet
Bruno Beudet (ur. 24 września 1964 w Auxonne) – francuski zapaśnik w stylu wolnym. Olimpijczyk z Seulu 1988, gdzie odpadł w eliminacjach w kategorii 74 kg. Zajął 21. miejsce na mistrzostwach świata w 1987. Piąty w mistrzostwach Europy w 1986 roku.